# Mebarek Al-Mili
Pour les articles homonymes, voir Moubarak (homonymie).
Mebarek el Mili ou Moubarak Mohamed ben Moubarak al-Mili al-Hilali, désigné par el Mili, né le 26 mai en 1889 à El-Milia dans la Wilaya de Jijel en Algérie et mort le 9 février 1945, est un écrivain, militant réformiste et nationaliste algérien. Il fut membre de l'Association des oulémas musulmans algériens dont il devient un membre influent.

## Biographie
Issu de la tribu arabe hilalienne des Awlad Mubarak ben Habas issue de Athbedj, il est le fils de Mohamed Al Hilali,,,. Il fait ses études primaires à El-Milia, puis continue sa formation à l'Université Zitouna de Tunis. Par la suite, il retourne en Algérie pour se consacrer à l'enseignement et à propager ses idées, surtout anticolonialistes. Il fut l'un des réformistes qui s'intéressèrent à la diffusion du savoir dans les milieux populaires algériens à travers la création d'écoles et la prédication ainsi qu'à l'instruction de la femme afin de la protéger sur le plan moral considérant que le danger réside dans l'ignorance de la femme. D'après lui, la femme est la base de la société et doit être instruite.
Il adhère au parti de l'Association des oulémas musulmans algériens. El Mili fut connu comme étant le philosophe de l'association, il écrit en arabe et est également historien.
Il meurt le 9 février 1945, à la suite d'un diabète contracté dans son jeune âge et qui s'est aggravé à l'annonce de la mort subite de son ami et maître Cheikh Abdelhamid Ben Badis.
Mebarek el Mili avec Ahmed Taoufik El Madani étaient les premiers à produire une histoire de l’Algérie en langue arabe qui part de l’Antiquité pour se poursuivre jusqu’à la période contemporaine. Avec l’indépendance du pays en 1962, leurs œuvres sont devenues des classiques de l’historiographie. Des passages de leurs œuvres sont cités par les manuels scolaires d’histoire. L'historien et universitaire Mohamed Harbi s'est référé aux travaux de Mebarek el Mili.

## Œuvres
- Ta’rîkh al-Jazâ’ir fî al-qadîm wa al-hadîth (Histoire de l'Algérie ancienne et moderne) rédigé en langue arabe[12] et publié en deux volumes entre 1923 et 1932[13].
- Risâlat al-shirk wa madhâhirih (Epître sur l'associationnisme et ses aspects) en langue arabe.
- De nombreux articles et études publiés dans la presse de l'association des oulémas musulmans algériens, El Mounkid, El Bassaïr et El Chihab' alors dirigés par cheikh Abdelhamid Ben Badis[14].